# Hałyna Burkaćka
Hałyna Jewheniwna Burkaćka (ukr. Галина Євгенівна Буркацька, ur. 4 lutego?/17 lutego 1916 we wsi Heronymiwka w obwodzie czerkaskim, zm. 13 marca 2006 w Kijowie) – przewodnicząca kołchozu, radziecka działaczka partyjna, dwukrotna Bohater Pracy Socjalistycznej (1951 i 1958).

## Życiorys
W 1938 ukończyła Charkowski Uniwersytet Komunistyczny im. Artioma, pracowała w kołchozie w rodzinnej wsi, po ataku Niemiec na ZSRR ewakuowana do obwodu saratowskiego, gdzie pracowała w kołchozie, po powrocie do rodzinnej wsi była kołchoźnicą, brygadzistką i sekretarzem partyjnego komitetu kołchozu. W 1950 została przewodniczącą kołchozu im. Chruszczowa (do 1968), jednocześnie z pełnieniem tej funkcji studiowała w Ukraińskiej Akademii Rolniczą, którą w 1956 ukończyła. W 1967 została kandydatem nauk ekonomicznych, w 1968 została starszym wykładowcą katedry organizacji pracy w Ukraińskiej Akademii Rolniczej. Była członkiem kolegium redakcyjnego pisma "Kriestjanka". autorką książek na temat organizacji rolnictwa i pracy na roli. Od 31 października 1961 do 1965 była członkiem Centralnej Komisji Rewizyjnej KPZR. Deputowana do Rady Najwyższej ZSRR od III do VI kadencji. Pochowana na Cmentarzu Bajkowa.

## Odznaczenia
- Medal Sierp i Młot Bohatera Pracy Socjalistycznej (dwukrotnie - 18 maja 1951 i 26 lutego 1958)
- Order Lenina (dwukrotnie)
- Order Czerwonego Sztandaru Pracy
- Order Księżnej Olgi II klasy (3 marca 2006)
- Order Świętej Olgi III klasy (7 lutego 2001)

I medale.